# Watanabe Akira
Watanabe Akira (渡辺明 (Độ Biện Minh) - sinh ngày 23 tháng 4 năm 1984 tại Katsushika, Tokyo) là một kì thủ chuyên nghiệp người Nhật Bản, môn hạ của Shoshi Kazuharu Cửu đẳng và có số hiệu 235. Hiện tại, anh đạt đủ điều kiện để trở thành Vĩnh thế Long Vương và Vĩnh thế Kì Vương.